# 1628

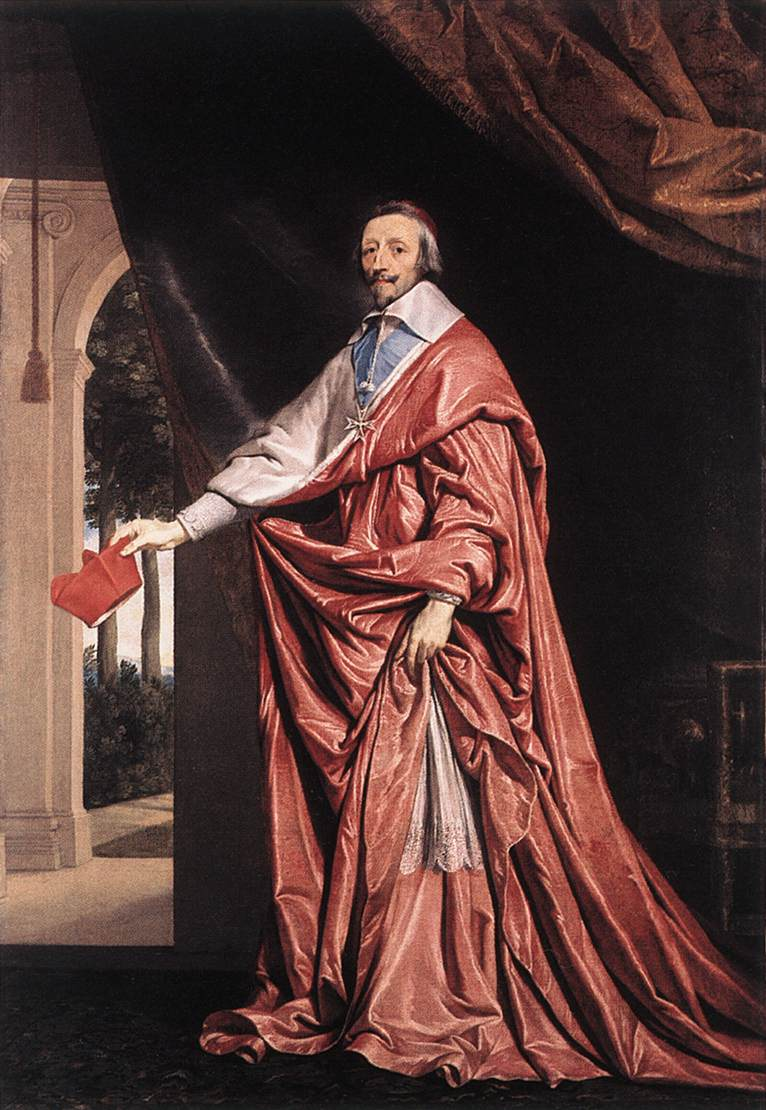
Cardeal de Richelieu retratado por Philippe de Champaigne, entre 1633 a 1640. National Gallery (Londres).

- Wikisource

| Calendário gregoriano                                                        | 1628 MDCXXVIII                      |
| Ab urbe condita                                                              | 2381                                |
| Calendário arménio                                                           | 1077 – 1078                         |
| Calendário bahá'í                                                            | -216 – -215                         |
| Calendário budista                                                           | 2172                                |
| Calendário chinês                                                            | 4324 – 4325 Início a 5 de fevereiro |
| Calendário copta                                                             | 1344 – 1345                         |
| Calendário etíope                                                            | 1620 – 1621                         |
| Calendários hindus - Vikram Samvat - Calendário nacional indiano - Cáli Iuga | 1683 – 1684 1549 – 1550 4728 – 4729 |
| Calendário Holoceno                                                          | 11628                               |
| Calendário islâmico                                                          | 1037 – 1038                         |
| Calendário judaico                                                           | 5388 – 5389                         |
| Calendário persa                                                             | 1006 – 1007                         |
| Calendário rúnico                                                            | 1878                                |
| Calendário solar tailandês                                                   | 2171                                |

1628 (MDCXXVIII, na numeração romana)  foi um ano bissexto do século XVII do actual Calendário Gregoriano, da Era de Cristo, e as suas letras dominicais foram  B e A (52 semanas), teve início a um sábado e terminou a um domingo.
| Ano completo                      |
| --------------------------------- |
| Ano bissexto com início ao sábado |

## Eventos
- 7 de junho: aceitação da Petição dos Direitos por Carlos I da Inglaterra.
- 10 de agosto: naufrágio do Vasa em Estocolmo, na sua viagem inaugural.
- Armand Jean Du Plessis (Cardeal de Richelieu), duque e político francês, começa seu governo como primeiro-ministro de Luís XIII de França.

### Em andamento
- Guerra dos Trinta Anos (1618–1648)

## Nascimentos
- João Ferreira de Almeida, pastor, missionário e tradutor português (m. 1691)

## Mortes
- 18 de Julho: D. Manuel de Meneses General da Armada Real, cronista-mor e cosmógrafo-mor de Portugal.
- 23 de agosto: George Villiers, 1.° Duque de Buckingham, primeiro-ministro da Inglaterra.
- Aziz Mahmud Hüdayi, santo sufista, natural da Anatólia, atual Turquia; em Üsküdar (n. 1541).

## Temáticos

### Ciência
- William Harvey demonstra a dinâmica da circulação do sangue e que estes é bombeado pelo coração.

## Por tema
- 1628 na arte
- 1628 na ciência
- 1628 na literatura